# Spiraea ovalis
Spiraea ovalis är en rosväxtart som beskrevs av Alfred Rehder. Spiraea ovalis ingår i släktet spireor, och familjen rosväxter. Inga underarter finns listade i Catalogue of Life.